# Christian Bollmann

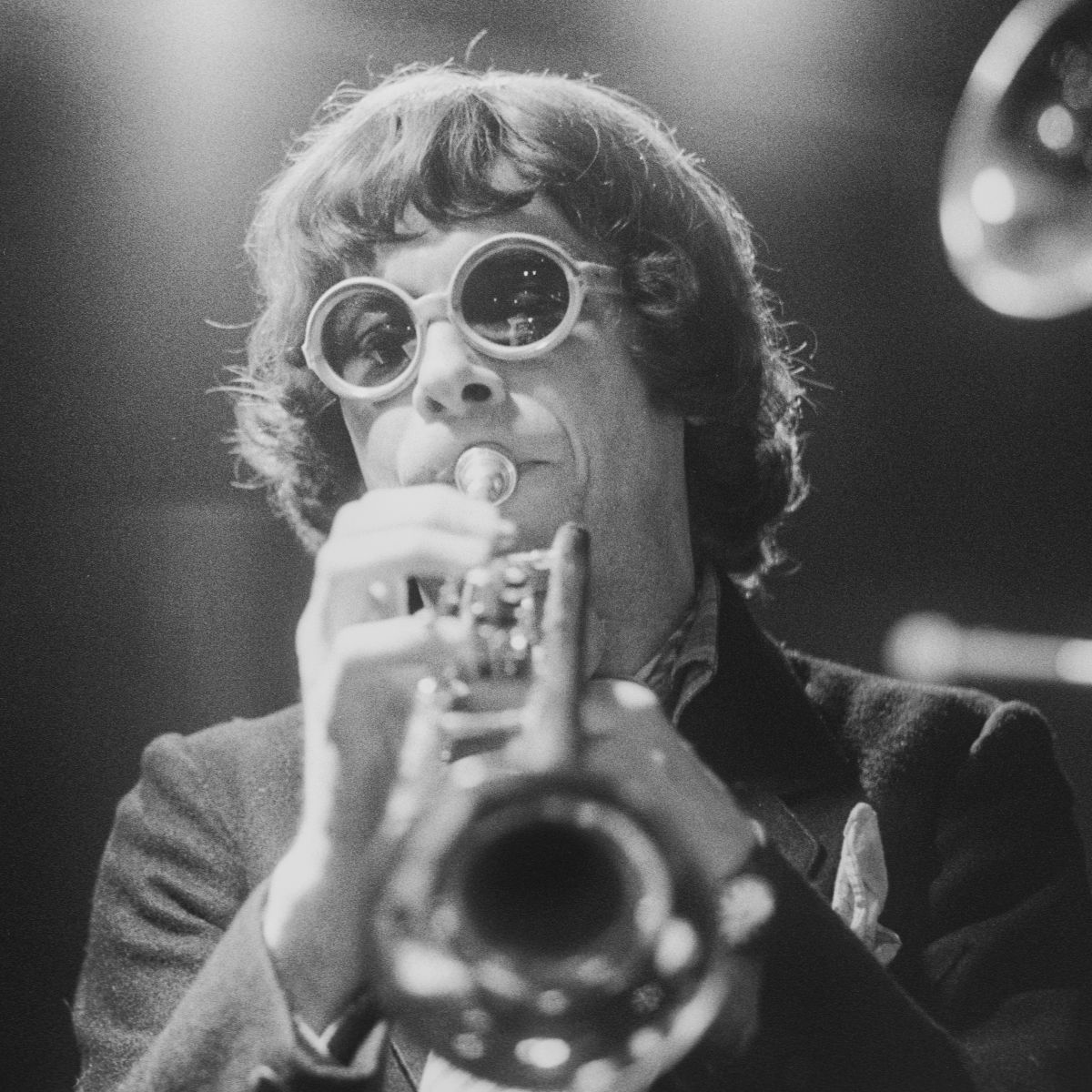
Christian Bollmann mit padlt noidlt im „Logo“ in Hamburg, Januar 1980

Christian Bollmann (* 19. Februar 1949 in Hof) ist ein deutscher Obertonsänger, Chorleiter und Trompeter. Der studierte Jazzmusiker gehört zu den Wegbereitern des Obertongesanges in Deutschland.

## Leben und Wirken
Bollmann erhielt zunächst musikalische Unterweisung auf der Blockflöte; ab 1958 schloss sich Geigenunterricht an. 1964 wechselte er auf die Trompete; er spielte zunächst im Posaunenchor, später im Bläserensemble. 1966 wirkte er erstmals in einer Jazzband, The Jazz Doctors in Bonn. Nach ersten Tourneen und Plattenproduktion mit eigenen Songs im Duo Midnight Circus (mit Torsten Schmidt; gleichnamige LP für Bacillus Records 1972, auch mit Tommy Engel) studierte er ab 1971 Schulmusik (dabei Trompete bei Manfred Schoof) und ab 1975 Musiktheater bei Mauricio Kagel an der Hochschule für Musik Köln. Torsten Schmidt gründete 1983 die Deutschrockband Virus D.
Bollmann gehörte zu Gruppen wie Nonett, dem Trio Improvision, der Da Capo Movie Band, Boury sowie dem Padlt Noidlt Archester. Auf dem Album Open Lines (JazzHausMusik 1980) der Kölner Jazz Haus Big Band war er auch als Trompetensolist zu hören. Im Rahmen der an das Studium anschließenden Lehr- und Workshop-Tätigkeiten kam es seit 1983 zur Zusammenarbeit mit Komponisten und Musikerpersönlichkeiten wie John Cage, Roberto Laneri, Stephanie Wolff, Michael Mantler und Keith Tippett.
Bereits 1969 entdeckte er bei einer Aufführung von Karlheinz Stockhausens Komposition Stimmung das Phänomen des Obertongesangs. Als Schüler von Michael Vetter kam Bollmann dazu, die Stimme experimentell als universelles persönliches Instrument in den Vordergrund zu stellen. Dabei arbeitet er auch mit exotischen Musikinstrumenten und Loop- und Echo-Technologie. Seit 1985 leitet er den von ihm gegründeten Obertonchor Düsseldorf.
Neben der Realisation eigener Projekte (auch mit dem Multiinstrumentalisten Michael Reimann und der indischen Sängerin Aruna Sairam) arbeitete er auch mit Joachim Ernst Berendt zusammen. 1994 gründete er Lichthaus-Musik als Verlag und Label. Er beschäftigte sich auch mit Klangmassagen und technischen Möglichkeiten, solche auch über Lautsprecher zu vermitteln.